# Cratere Andami
Andami  è un cratere sulla superficie di Venere. Deve il suo nome ad Azar Andami (in persiano آذر اندامی‎), batteriologa iraniana del XX secolo.